# Sungai Selodang
Sungai Selodang is een bestuurslaag in het regentschap Siak van de provincie Riau, Indonesië. Sungai Selodang telt 1213 inwoners (volkstelling 2010).